# Old Etonians F.C.
Old Etonians Football Club – angielski klub złożony z absolwentów koledżu w Eton w hrabstwie Berkshire.

## Historia
Założony w 1865 przez Arthura Kinairda. Był ostatnim w pełni amatorskim klubem, który zwyciężył w rozgrywkach o Puchar Anglii. 25 marca 1882 Old Etonians pokonali w finale na Kennington Oval w Londynie Blackburn Rovers 1:0. W kolejnym sezonie ulegli w meczu finałowym Blackburn Olympic 1:2 po dogrywce.
W sumie do finału docierali sześciociokrotnie, dwa razy zwyciężając w latach 1879 i 1882. Kilku piłkarzy z tamtego okresu wystąpiło w narodowym zespole.
Obecnie piłkarze Old Etonians są członkami Amatorskiego Związku Piłkarskiego (ang. Amateur Football Alliance) i występują w rozgrywkach Ligi Arturiańskiej.

## Sukcesy
- Puchar Anglii[3]: 1879, 1882 – zwycięzcy; 1875, 1876, 1881, 1883 – finaliści
- Liga Arturiańska[5]: 
  - Premier Division: 1992/1993, 2004/2005 – mistrzowie
  - Division One: 1985/1986 – mistrzowie